# Incêndio na Chapada dos Veadeiros em outubro de 2017
O incêndio na Chapada dos Veadeiros, iniciado no dia 18 de outubro de 2017, foi um desastre ambiental que destruiu cerca de 35 mil hectares de vegetação do cerrado no Parque Nacional Chapada dos Veadeiros, em Goiás. 
O Parque Nacional da Chapada dos Veadeiros inicialmente possuía 625 mil hectares quando foi inaugurado, em 1961, diminuindo de tamanho até atingir 65 mil hectares, que foram ampliados por meio de um decreto no Dia Mundial do Meio Ambiente de 2017 para os atuais 240 mil hectares.

## Incêndio
O fogo teve início  à margem da rodovia GO-239, que liga a cidade de Alto Paraíso de Goiás ao vilarejo São Jorge. Incêndios ocorrem naturalmente no cerrado na estação chuvosa, em consequência dos raios, e não na estação seca, quando ocorrem incêndios somente pela ação humana. Especula-se que o incêndio tenha sido uma contra-ofensiva de fazendeiros devido a expansão da área do parque, ocorrida em julho desse ano. O incêndio durou cerca de oito dias e teve origem criminosa O fogo extrapolou a área do parque e atualmente também atinge fazendas, vilarejos e reservas ambientais particulares ao redor.

## Resposta
A Fundação Jardim Zoológico de Brasília enviou uma equipe para cuidar dos animais afetados pelo incêndio.  Além dos bombeiros presentes no local, um grupo de voluntários se mobilizou para controlar o incêndio , um grupo chamado Rede Contra Fogo, que está arrecadando fundos via financiamento coletivo na plataforma Catarse. Também estão presentes no combate às chamas cinco aviões-tanque do ICMBio, helicópteros do Ibama, a Polícia Rodoviária Federal, Corpo de Bombeiros de Goiás e Polícia Militar do Distrito Federal . O Ministro da Defesa, Raul Jungmann, anunciou nesta segunda-feira (23) que Força Aérea Brasileira também irá atuar no combate às chamas .